# قاموس مصطلحات كرة القدم الأمريكية
تستخدم المصطلحات الآتية في كرة القدم الأمريكية، سواءً التقليدية أو الداخلية. تُستخدم بعض هذه المصطلحات أيضًا في كرة القدم الكندية (لقائمة المصطلحات الفريدة لهذا الرمز، راجع مسرد كرة القدم الكندية).

## 0–9

### دفاع 2-4-5
نوع من تشكيل النيكل مع لاعبين خطيين (نهايتين دفاعيتين، DEs أو واحد DE ومعالجة دفاعية واحدة DT، أربعة لاعبين في الظهيرة (اثنان في مقدمة خط الظهيرة،ILBs ، واثنان في الخلفية)، وخمس لاعبين في الدفاع الخلفي (ثلاثة في زوايا منطقة الدفاع، CBs، وواحد حُر، FS، وسلامة واحدة قوية، SS). خطة 3-4 هي الأكثر شيوعًا بين الفرق ذات الدفاعات الأساسية من 3-3-5. لأنه يبقى جميع لاعبي الظهيرة الأربعة في الملعب بينما خط الدفاع يخرجون (أبطأ اللاعبين في الدفاع). يعمل هذا على زيادة تعدد الاستخدامات للدفاع ضد جهاز استقبال بعرض ثلاثة وأربعة،WR ، مجموعة هجومية. تُغطي غالبًا السلامة جهاز الاستقبال الرابع، وسُيغطي الظهير الطرف الضيق أو النصف الخلفي، ترك ثلاثة للقيام بدوريات في منتصف الميدان. تُستخدم غالبًا خطة 2-4-5 ضد هجوم الدقيقتين، عندما يكون استبدال اللاعبين صعبًا.

### دفاع 3-3-5
تباين في تنسيق النيكل مع ثلاثة لاعبين خطيين (لاعبان طرفان دفاعيان، Des، ومعالجة دفاعية واحدة، DT)، وثلاثة لاعبي ظهيرة (لاعبان ظهير خارجيان، OLBs، وواحد في الوسط، MLB)، وخمسة ظهور دفاعي (ثلاثة في زوايا منطقة الدفاع، CBs، لاعب أمن حر، FS، ولاعب واحد أمن قوي، SS).

### دفاع 3-4
تشكيل دفاعي من ثلاثة لاعبين دفاع وأربعة لاعبي خط وسط. مشتق احترافيًا في سبعينيات القرن الماضي من أوكلاهوما السابقة، 5-2، أو 50 دفاعًا، الذي يضم خمسة لاعبين واثنين من اللاعبين في خط الدفاع. تشبه خطة 3-4 لاعبو الوسط الخارجيون «نهايات الوقوف» في الدفاع الأقدم. يُنطق أحيانًا بدفاع الأربع والثلاثين. وتُفصل خطة 3-4 أيضًا من ميامي دولفين «دفاع 53»، الذي سُمي برقم القميص الذي يرتديه الظهير بوب ماثيسون، الذي غالبًا ما استخدمه دولفين بوصفه لاعبًا رابعًا في مواقف التمريرات.

### دفاع 4-3
تشكيل دفاعي يتكون من أربعة لاعبين دفاع وثلاثة لاعبي خط وسط. تُوظف العديد من الاختلافات. استُخدم أول مرة من قبل المدرب توم لاندري. يُنطق أحيانًا بدفاع أربع وثلاثين.

### دفاع 46
يُلفظ عادة بدفاع ستة وأربعين، يضم تشكيل دفاع 4-3 (أربعة لاعبين دفاع، وثلاثة لاعبي خط ظهير) العديد من التحولات الدراماتيكية للأفراد. يُحول الخط إلى حد كبير نحو الجانب الضعيف للهجوم، وكلا الظهيرين الخارجيين يميلان إلى اللعب في الجانب القوي خارج الخط الدفاعي، ويحشدون ثلاثة مدافعين خلفيين (الظهرين الركنيين والأمان القوي) خط المشاجرة. لاعب المتبقي، وهو لاعب الأمان الحُر، يبقى في الخلفية. اخترع بوساطة بدّي ريان  خلال فترة عمله منسقًا دفاعيًا لفريق شيكاغو بيرز، وشاع من قبل بيرز خلال موسم بطولة Super Bowl XX .

### دفاع 5_2
كان في القدم دفاع جامعي شهير مع لاعبين في خط الدفاع ولاعبين في خط الوسط. يُعرف أيضًا باسم «دفاع أوكلاهوما»، هيكليًا هو مشابه جدًا من لـ 3-4. في دفاع 50، يستخدم الفريق معالجة الأنف، وتُصطف اثنان من التدخلات الدفاعية فوق أو داخل التدخلات الهجومية، وتصطف نهايتان دفاعيتن فوق النهاية الضيقة أو خارجها. يزيد الحجم على طول خط المشاجرة، ويُستخدم غالبًا في المدرسة الثانوية ضد الفرق التي تدير الكرة كثيرًا.

### دفاع 3_5
دفاع من خمسة لاعبين خط دفاعي وثلاثة لاعبي خط ظهير، ظهر في عام 1930 لمحاربة هجمات التمرير المطورة. كانا يعدان دفاع 5-3، والدفاع 6-2 من التشكيلات الدفاعية القياسية في وقتهم، مع عد دفاع 5-3 الدفاع الأفضل ضد التمريرة. كان يعد الدفاع الأفضل ضد تشكيل T. في نهايات 1950، تحولت دفاعات اتحاد كرة القدم الأميركية NFL إلى دفاع 4-3 أو دفاع 5-2 بنحو أساسي.